# Мотогондола

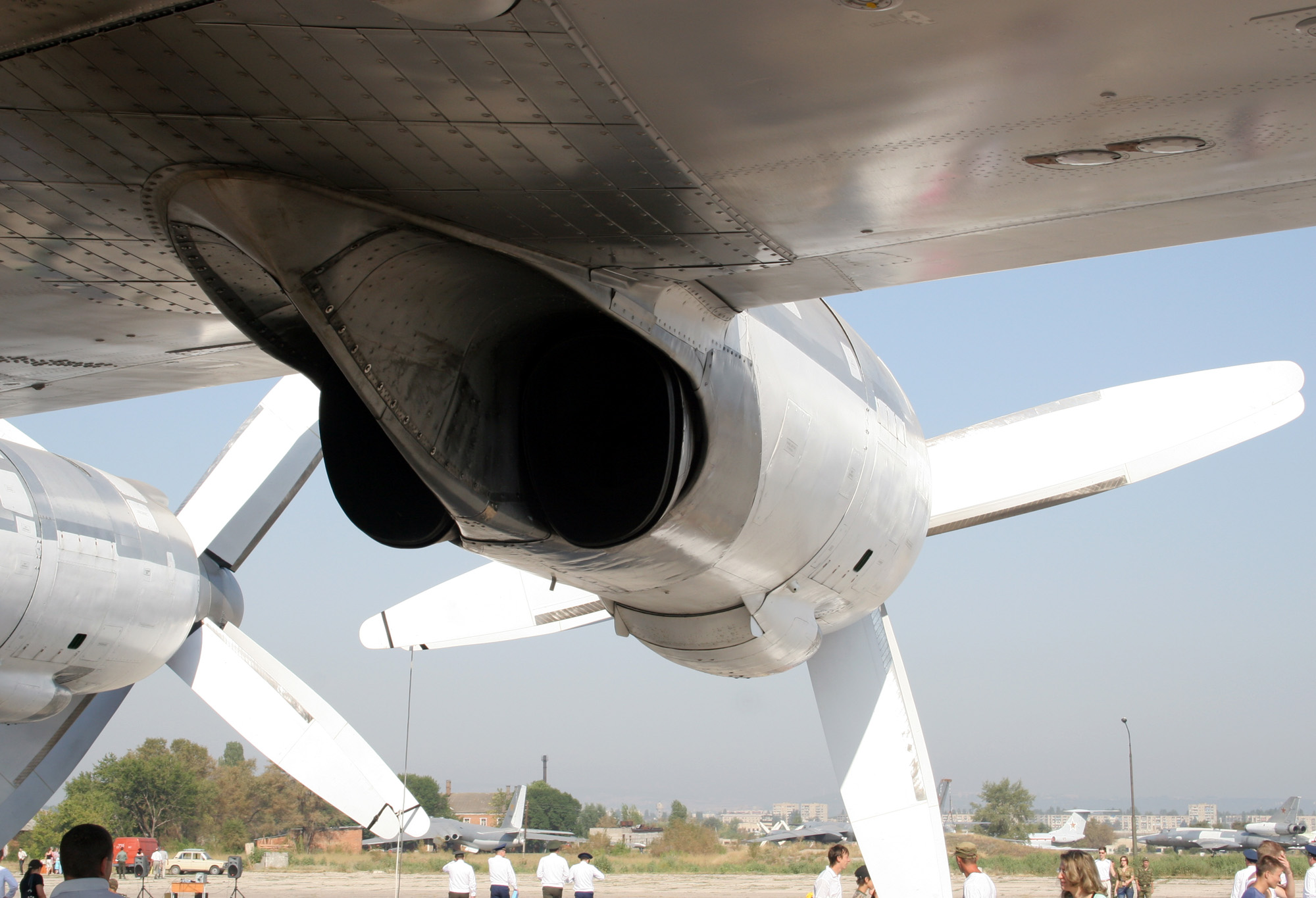
Самолёт Ту-95, мотогондола правого двигателя.

Мотогондо́ла — отсек летательного аппарата (как правило обтекаемой формы),
предназначенный для монтажа двигателя и выступающий за пределы фюзеляжа или крыла, на котором установлен двигатель. Мотогондолой может называться также гондола аэростата, в которой установлены двигатели.
На некоторых сверхзвуковых самолётах мотогондолы размещают непосредственно на нижней поверхности крыла, при этом профилировка их внешних обводов позволяет использовать систему образующихся скачков уплотнения для получения дополнительной подъёмной силы
Термин «гондола» может применяться к другим конструкциям летательных аппаратов, имеющим вытянутую округлую форму, например — «гондола шасси».